# Óscar Añez
Oscar Añez Urachianta (Santa Cruz de la Sierra, 23 de julio de 1990) es un futbolista boliviano. Juega como defensa y su equipo actual es Nacional Potosí de la Primera División de Bolivia.

## Selección nacional
Fue citado en 2012 para disputar el amistoso ante Cuba, fue victoria 1-0 para el conjunto boliviano.

## Clubes
| Club                   | País    | Año           |
| ---------------------- | ------- | ------------- |
| Universitario de Sucre | Bolivia | 2009 - 2013   |
| Blooming               | Bolivia | 2013-2016     |
| Guabirá                | Bolivia | 2016-2018     |
| Always Ready           | Bolivia | 2019          |
| C. A. Nacional Potosí  | Bolivia | 2020-presente |